# Atanazy I (prawosławny patriarcha Antiochii)
Atanazy I – prawosławny patriarcha Antiochii w latach 1166–1180. Podobnie jak jego poprzednik przebywał na wygnaniu.